# کاترین فری
کاترین فری (به انگلیسی: Catherine Ferry) (زاده ۱ ژوئیه ۱۹۵۳) خواننده فرانسوی است.
او نماینده فرانسه در یوروویژن ۱۹۷۶ بود.